# Spoorlijn 246
Spoorlijn 246 was een Belgische industrielijn in de stad Bergen en een aftakking van spoorlijn 98 (Bergen - Quiévrain). De lijn liep van station Flénu-Central naar de mijnzetels 21 en 23 in Flénu en was 1,8 km lang. In het verleden heeft de lijn ook het nummer 200 gehad. 

## Aansluitingen
In de volgende plaats was er een aansluiting op de volgende spoorlijn:
Flénu-Central
Spoorlijn 98 tussen Bergen en Quiévrain